# Donuts (marca)

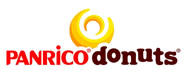
Logotipo de Panrico Donuts. El logo se ha cambiado a lo largo de la historia de la compañía pero este modelo aún es usado en las instalaciones.

Donuts es una marca española fundada por la empresa de bollería y pan de molde Panrico, actualmente registrada por la empresa Bimbo España tras su adquisición en 2016. Como indica su nombre, se trata de una marca dedicada exclusivamente a la producción y venta de donuts.

## Historia
La marca Donuts fue fundada por el empresario Andrés Costafreda, fundador de la empresa Panrico, tras un viaje a Estados Unidos en 1961, donde conoció los doughnuts estadounidenses. Un año más tarde, Costafreda llegó a un acuerdo con empresas estadounidenses para fabricar estos doughnuts en España; no obstante, el proyecto se vio truncado por la política restrictiva de la época, que impedía importar harina de Estados Unidos, ya que la calidad de la harina española existente no permitía fabricar los doughnuts ni utilizar las máquinas para su fabricación. Fue por ello que Costafreda creó una nueva fórmula con diversos tipos de harina que pudiese garantizar la calidad óptima de la materia prima para fabricar un nuevo producto.
La marca Donuts fue registrada en España en 1962.